# Kingdoniaceae
Kingdoniaceae é o nome botânico de uma família de plantas com flor. Esta família tem sido reconhecida por poucos taxonomistas.
O sistema APG II, de 2003, não reconhece esta família. Porém, permite a opção de se segregar esta família. A colocação da família fica na ordem Ranunculales, no clade das eudicotiledóneas.
Esta família é composta de uma única espécie: Kingdonia uniflora, uma espécie de planta herbácea que pode ser encontrada no Oeste e Norte da China.